# دامبيير (أوب)
دامبيير هي بلدية في أقليم أوب في منطقة الإدارية الشرق الكبير بـ شمال وسط فرنسا.
كانت المدينة تاريخياً موطناً لأسرة دامبيير التي أنجبت العديد من الأبناء الذين كانوا لهم أثر كبير على تاريخ أوروبا الغربية.
ومن المواقع الأثرية في المدينة:-
- كنيسة القديس بطرس وبولس.
- قلعة دامبيير من تصميم فرانسوا مانسار.